# Rue Jean-Giono
La rue Jean-Giono est une voie située dans le quartier de la Gare du 13e arrondissement de Paris, en France.

## Situation et accès
La rue Jean-Giono est desservie à proximité par la ligne 6 à la station Quai de la Gare.

## Origine du nom

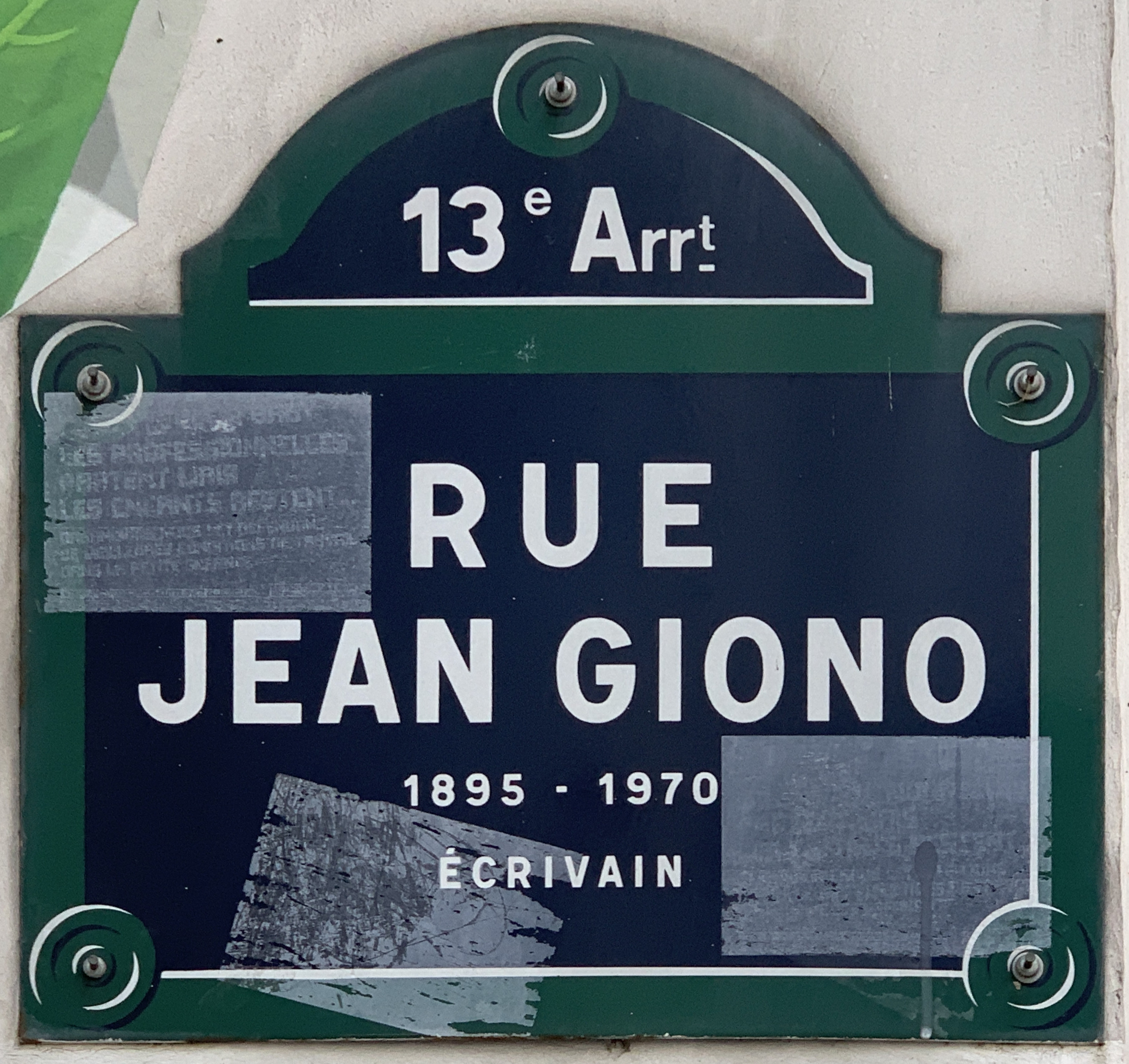
Plaque de la rue.

Elle porte le nom de l'écrivain français Jean Giono (1895-1970), en raison de la proximité de la bibliothèque François-Mitterrand.

## Historique
La voie est créée dans le cadre de l'aménagement de la ZAC Paris-Rive-Gauche, sur des terrains appartenant précédemment à la SNCF, sous le nom provisoire de « voie CL/13 » et prend sa dénomination actuelle le 9 mars 1993.